# Амашукели, Захарий Васильевич
Захарий Васильевич Амашукели (1862—1942) — русский и азербайджанский военный  деятель, генерал-майор  (1917). Герой Первой мировой войны.

## Биография
Общее образование получил в Воронежском кадетском корпусе. В службу вступил 1 октября 1881 года юнкером рядового звания в Николаевское кавалерийское училище. По окончании училища по I разряду 12 сентября 1883 года выпущен корнетом в Тверской 16-й драгунский полк Кавказской кавалерийской дивизии. В 1885 году произведён в поручики, в 1891 году в штабс-ротмистры, с 1899 года ротмистры, в 1907 году в подполковники. 6 мая 1914 года произведён был в полковники.

Участник Первой мировой войны — штаб-офицер 16-го Тверского драгунского полка. 15 октября 1916 года награждён Орденом Святого Георгия 4-й степени: 
За то, что, 11-го июля 1915 года в бою при деревне Хан-Оглы, командуя эскадронами полка, под сильными ружейным и пулемётным огнём противника, произвёл конную атаку, и, пройдя три линии цепей, изрубил неприятельскую роту пехоты, продолжая преследовать отступающие в беспорядке группы
С 1917 года генерал-майор, командир Ревельского 2-го конного пограничного полка.
19 января 1919 года поступил на службу в войска Азербайджанской Демократической Республики. Из приказа № 35 военного министра АДР генерала от артиллерии Мехмандарова:
Генерал-майор АМАШУКЕЛИ с 19-го сего января принимается на службу в войска Азербайджанской Республики и назначается исполняющим должность Начальника штаба конной дивизии
 Одновременно был назначен членом Военного совета при Военном министерстве с исполнением своих прямых обязанностей. Членами Совета назначались высшие строевые начальники и начальники отдельных управлений военного министерства, с исполнением ими своих прямых обязанностей. С конца февраля по 3 августа временно командующий Конной дивизией. 

Из приказа военного министра АДР генерала от артиллерии Мехмандарова № 347 от 3 августа 1919 года:
В виду поступившего ходатайства временно Командующий конной дивизией Начальник штаба дивизии генерал-майор АМАШУКЕЛИ, по собственному желанию, увольняется со службы и исключается из списков войск Азербайджанской Армии. 
Вступив на службу 7 месяцев тому назад, в период напряженной созидательной работы в армии, на должность Начальника штаба дивизии, генерал-майор АМАШУКЕЛИ более пяти месяцев фактически исполнял должность Начальника дивизии. Прекрасно знающий военное дело и любящий его, генерал-майор АМАШУКЕЛИ, отличаясь энергией и особой настойчивостью в проведении в жизни войсковых частей требований военной службы, принѐс большую пользу делу. 

С сожелением расставаясь с генералом АМАШУКЕЛИ, приношу ему свою искренною благодарность за его отличную и плодотворную службу в рядах армии
Позже в Белой армии, в составе ВСЮР. С 1920 года в эмиграции в Югославии, член РОВС.

## Награды
- Орден Святого Станислава 3-й степени   (1890)
- Орден Святой Анны 3-й степени с мечами и бантом (1901; ВП 7.06.1916)
- Орден Святого Станислава 2-й степени с мечами  (1913; ВП 14.05.1916)
- Орден Святой Анны 2-й степени с мечами (ВП 19.01.1915)
- Орден Святого Владимира 4-й степени с мечами и бантом (ВП 26.01.1915)
- Орден Святого Владимира 3-й степени с мечами  (ВП 14.10.1916)
- Орден Святого Георгия 4-й степени (ВП 15.10.1916)